# Lista de representantes permanentes do Chade nas Nações Unidas
Esta é uma lista de representantes permanentes do Chade, ou outros chefes de missão, junto da Organização das Nações Unidas em Nova Iorque.
O Chade foi admitido como membro das Nações Unidas a 20 de setembro de 1960.
| Início | Término | Representante permanente (Chefe de missão) | Cargo                    | Credenciais |
| ------ | ------- | ------------------------------------------ | ------------------------ | ----------- |
| 1961   | 1964    | Malick A. Sow                              | Representante permanente |             |
| 1965   | 1968    | Boukar A. Nanasbaye                        | Representante permanente |             |
| 1968   | 1969    | Massibe Lazare                             | Representante permanente |             |
| 1969   | 1971    | Djiraibe Doralta                           | Representante permanente |             |
| …      | …       |                                            |                          |             |
| 1974   | 1975    | Bawoyeu Alingue                            | Representante permanente |             |
| 1975   | 1979    | Deadengar Dessande                         | Representante permanente |             |
| 1981   |         | Ramadane Barma                             | Representante permanente |             |
| 1985   | 1992    | Mahamat Ali Adoum                          | Representante permanente |             |
| 1992   | 1993    | Acheikh ibn Oumar                          | Representante permanente |             |
| 1993   | 1994    | Koumbaria Mekonion                         | Representante permanente |             |
| 1994   | 1997    | Mahamat Saleh Ahmat                        | Representante permanente |             |
| 1998   | 2000    | Ahmat A. Haggar                            | Representante permanente | 1998-01-14  |
| 2000   | 2005    | Laotegguelnodji Koumtog                    | Representante permanente | 2000-12-20  |
| 2005   | 2008    | Mahamat Ali Adoum                          | Representante permanente | 2005-02-15  |
| 2008   | 2013    | Ahmad Allam-Mi                             | Representante permanente | 2008-09-08  |
| 2013   | atual   | Chérif Mahamat Zene                        | Representante permanente | 2013-09-13  |